# Case-sensitive

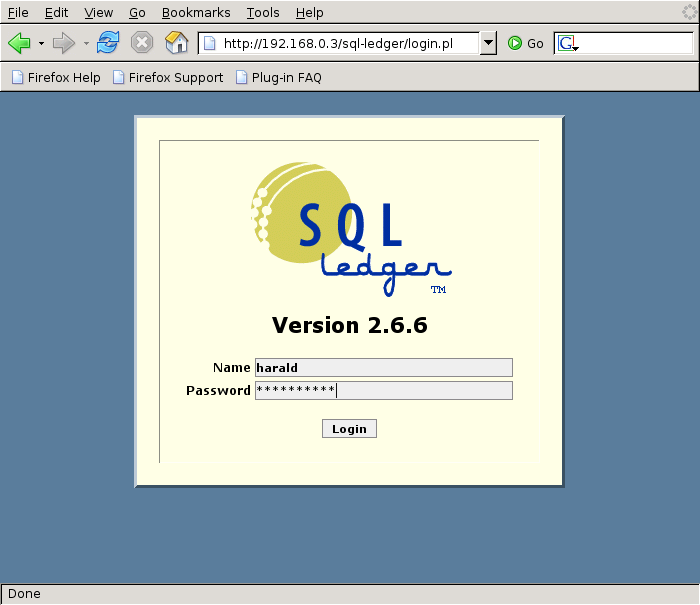
Os campos Name ("nome") e Password ("senha") do SQL ledger são case-sensitive: mesmo que as letras informadas nesses dois campos estejam corretas, basta que apenas uma delas esteja em caixa baixa quando deveria estar em caixa alta (ou vice-versa) para que a tentativa de login nesse serviço seja rejeitada pelo programa que executa o login do usuário

Case-sensitive ou case sensitivity são anglicismos para o tipo de análise tipográfica da informática que é capaz de analisar uma cadeia de caracteres, avaliar a existência de caixa alta e caixa baixa e comportar-se de diferentes maneiras em função disso. Ou seja, análise computacional é sensível, faz diferença, se as letras são maiúsculas ou minúsculas.

## Uso
Aplicativos, compiladores, linguagens de programação e outros programas costumam ter comportamentos diferentes em função do uso de letras maiúsculas e minúsculas. A linguagem C, por exemplo, é case-sensitive, pois seus programas devem ser sempre escritos em caixa baixa (letras minúsculas):
| “ | Case-sensitive significa que caracteres em caixa alta e em caixa baixa são tratados de modo diferente. Por exemplo, as palavras sum e SUM são consideradas diferentes. A linguagem C é case-sensitive. Programas escritos em linguagem C são sempre escritos em caixa baixa. | ” |
|   | — T Jeyapoovan, 2009. |   |

Um exemplo típico é a tentativa de efetuar login em um sistema operativo ou serviço de rede que faz distinção entre maiúsculas e minúsculas, e que por isto considera que, por exemplo, a palavra Chave é uma senha diferente da palavra chave, que por sua vez é diferente da palavra CHAVE, e assim sucessivamente para todas as combinações possíveis de letras maiúsculas e minúsculas da palavra "chave".
Como exemplificado anteriormente, esse conceito também está presente em linguagens de programação e sistemas operacionais, a exemplo das linguagens PHP, XML, Java e C Sharp e dos sistemas operacionais de comandos do shell do GNU/Linux e dos comandos do prompt dos sistemas Microsoft Windows.

Exemplificando com Java, para o compilador Java, wikipedia, WikiPedia e WIkipediA são três variáveis distintas.
```
    
String
 
wikipedia
 
=
 
""
;

    
String
 
WiKiPedia
 
=
 
""
;

    
String
 
WIkipediA
 
=
 
""
;

```